# Szare ogrody (film 2009)
Szare ogrody (ang. Grey Gardens) – amerykański telewizyjny film dramatyczno-biograficzny z 2009 roku w reżyserii Michaela Sucsy'ego.

## Obsada
- Drew Barrymore jako Edith 'Little Edie' Bouvier Beale
- Jessica Lange jako Edith 'Big Edie' Bouvier Beale
- Jeanne Tripplehorn jako Jackie Kennedy Onassis
- Arye Gross jako Albert Maysles
- Marcia Bennett jako Hostessa
- Tamsen Evans jako Modelka
- Kenneth Welsh jako Max Gordon
- Olivia Waldriff jako Jackie Kennedy (7 lat)
- Ken Howard jako Phelan Beale
- Daniel Baldwin jako Julius Krug
- Malcolm Gets jako George 'Gould' Strong
- Joshua Peace jako Buddy Bouvier

i inni

## Nagrody i nominacje
Złote Globy 2009
- najlepszy miniserial lub film telewizyjny
- najlepsza aktorka w miniserialu lub filmie telewizyjnym − Drew Barrymore
- nominacja: najlepsza aktorka w miniserialu lub filmie telewizyjnym − Jessica Lange

Nagroda Satelita 2009
- najlepszy miniserial lub film telewizyjny
- najlepsza aktorka w miniserialu lub filmie telewizyjnym − Drew Barrymore
- nominacja: najlepsza aktorka w miniserialu lub filmie telewizyjnym − Jessica Lange

Nagroda Gildii Aktorów Filmowych 2009
- najlepsza aktorka w miniserialu lub filmie telewizyjnym − Drew Barrymore
- nominacja: najlepsza aktorka w miniserialu lub filmie telewizyjnym − Jessica Lange